# Romería (película)
Romería es la tercera película escrita y dirigida por Carla Simón. Está protagonizada por Llúcia García y Mitch Robles.
Se estrenó en el Festival de Cine de Cannes de 2025 en Francia. Su estreno en cines de España será el 5 de septiembre de 2025.

## Argumento
En 2004, la joven huérfana Marina viaja a Vigo para buscar información sobre su padre biológico, fallecido a causa del sida. Se encuentra con su tío y el resto de su familia paterna, quienes sin embargo se muestran reacios a mirar atrás al pasado debido a la vergüenza causada por los problemas de los padres biológicos de Marina con el abuso de sustancias.

## Reparto
- Llúcia Garcia[1]
- Mitch Robles
- Tristán Ulloa[1]
- Celine Tyll
- Miryam Gallego
- Alberto Gracia
- Janet Novás
- José Ángel Egido[1]
- Sara Casasnovas
- Marina Troncoso
- Leon Romagosa
- Hans Romagosa

## Producción
La película es una coproducción de Elastica Films con Ventall Cinema, Dos Soles Media y Romería Vigo AIE. También contó con financiación de ICAA, Junta de Galicia, Eurimages, Europa Creativa MEDIA, FFA, la administración regional de Madrid, RTVE, Vodafone, Movistar Plus+, Netflix, 3Cat, ZDF/ARTE y The Post Republic. Contaba con un presupuesto de unos 3,2 millones de euros.
El rodaje comenzó en Vigo en el verano del hemisferio norte de 2024.
Está rodada en castellano, catalán, gallego y francés.

## Estreno
Tuvo su estreno mundial en el Festival de Cine de Cannes de 2025, compitiendo por la Palma de Oro. Su estreno en cines en España está previsto para el 5 de septiembre de 2025 por Elastica. Mientras que mk2 Films adquirió los derechos de ventas internacionales.